# Petru Dobra

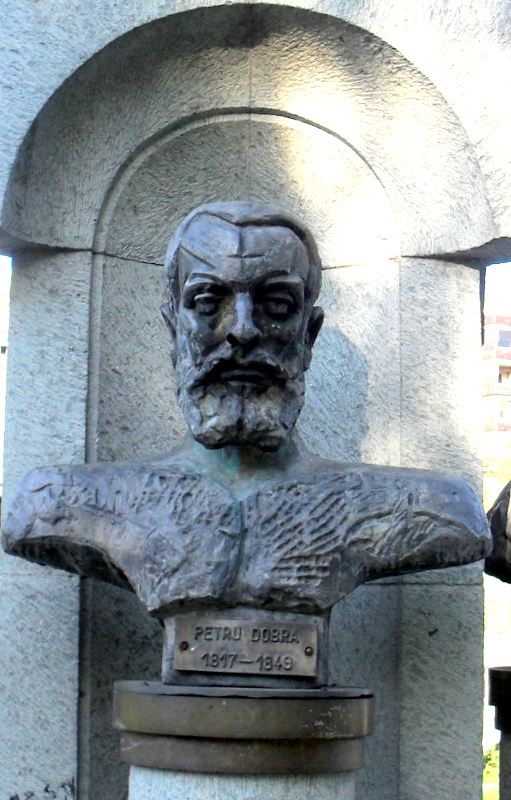
Baia Mare, Bustul lui Petru Dobra

Petru Dobra (n. 1817, Zlatna — d. 9 mai 1849, Abrud) a fost un revoluționar pașoptist român din Transilvania, colaborator apropiat al lui Avram Iancu în timpul Revoluției de la 1848 din Transilvania.  A fost un prefect, jurisconsult în timpul revoluției din 1848. Petru Dobra este de asemenea autorul lucrării Regula Legis.
S-a născut în 1817 în Zlatna, județul Alba, într-o familie de nobili, el a urmat cursurile Liceului Academic (a Piariștilor) din Cluj, apoi a făcut practică juridică la Tabla Regală (Instanța Supremă) din Târgu-Mureș. Lucrează apoi, ca procuror la Tribunalul montanistic de pe Domeniul Cameral al Zlatnei.
Participă la Revoluția de la 1848 din Transilvania, fiind ales de a doua Adunare de la Blaj (3–5 mai 1848) în delegația care urma să meargă la Cluj pentru a prezenta Dietei Transilvane revendicările românilor, majoritari în Transilvania. La a treia Adunare de la Blaj (3–16 septembrie 1848) devine prefect al Legiunii a VI-a Submontana, pe care o conduce până în oct. 1848, după care luptă alături de Avram Iancu și ceilalți revoluționari români. În mai 1849 merge la Abrud pentru a se întâlni cu Ioan Dragoș (deputat de Bihor la Pesta), care încerca să realizeze o înțelegere între revoluționarii maghiari (conduși de Kossuth Lajos) din Ungaria și cei români din Transilvania. Ungurii nu au răspuns mulțumitor revendicărilor revoluționarilor transilvani, astfel că nu s-a ajuns la un acord și luptele au continuat, românii transilvăneni urmărind să obțină prin revoluție mai multă autonomie. Abrudul a fost atacat (conform indicațiilor lui Kossuth) de un detașament maghiar condus de aventurierul Imre Hatvani, (locțiitor de comandant), mulți revoluționari români își pierd viața.
Pe parcursul unui fals armistițiu maghiaro-român din timpul revoluției de la 1848 încheiat de revoluționarii unguri pentru a-i dezorienta pe cei români, Imre (Emerich) Hatvani în fruntea unui detașament revoluționar maghiar de 1500 de oameni îi prinde la 6 mai 1848 pe mai mulți fruntași ai revoluției române printre care și pe prefecții Petru Dobra și Ioan Buteanu. În timpul evenimentelor succedate, cei doi prefecți români au fost uciși din ordinul lui Hatvani. Petru Dobra a fost închis în Școala Reformată din Abrud, ținut fără mâncare trei zile, aruncat de la etaj și împușcat.
La 10 mai a fost omorât și apoi tăiat în bucăți mediatorul român Ioan Dragoș, deputat de Bihor în parlamentul de la Pesta, de către cetele moților care au recucerit orașul Abrud, care l-au considerat trădător. 
Iată cum  este Petru Dobra caracterizat de Silviu Dragomir:
|  | Avocat distins, el este un devotat apărător de iobagi istoviți de corvoada muncilor (...). E unul dintre cei mai reprezentativi fruntași din munți (Carpați Apuseni); deși nobil de obârșie, totuși om al poporului, legat strâns de Iancu și Buteanu.(...) Moartea lui năpraznică e o mare pierdere pentru națiunea sa. | — Silviu Dragomir |